# Hemerocallis 'Baby Red Eyes'
Лиле́йник, или красодне́в 'Baby Red Eyes' (Hemerocallis 'Baby Red Eyes') — сорт многолетних травянистых растений рода Лилейник (лат. Hemerocallis).
Используется, как декоративное садовое растение, а также как модельное в биологических исследованиях.

## Характеристика сорта
Диплоид.
Высота куста 45—60 см, ширина 45—60 см.
Корни мясистые.
Листья многочисленные, линейные. Тип листвы вечнозелёный.
Цветки диаметром около 10 см. Аромат отсутствует.
Лепестки розовые, в средней части клюквенно-красные, у основания жёлто-зелёные.

## В культуре
Рекомендуется высаживать в местах освещённых солнцем или в полутени.
Почва: хорошо дренированная, умеренно влажная, плодородная. Кислотность почвы от 6,1 до 7,8 pH.
Зоны морозостойкости (USDA-зоны): от 5a до 10b.
Ранне-среднего срока цветения.